# نهاية الرسالة
نهاية الرسالة أو اختصارًا EOM (كما في ("(EOM)" أو "<EOM>") هو مصطلح يشير إلى نهاية أي رسالة، وغالبًا ما تكون رسالة بريد إلكتروني.

## المنشأ
في وسائل الاتصالات القديمة، كان يشير تسلسل أحرف نهاية الرسالة ("EOM") إلى جهاز الاستقبال أو مشغل الهاتف والذي تنتهي الرسالة عنده بمجرد وصولها إليه. أما في أنظمة الطباعة عن بعد، كان يشير تسلسل الحروف "NNNN" إلى نهاية الرسالة. في العديد من اصطلاحات شفرة مورس، بما في ذلك هواية اللاسلكي، فإن مجموعة الحروف AR  (dit dah dit dah dit) تعني نهاية الرسالة.[بحاجة لمصدر]
في الرمز الأصلي أسكي، تتطابق "EOM" مع الرمز 03 ستة عشري والتي تم تغييرها إلى "ETX" («نهاية النص»).
إن الاختصار (EOM) مشابه من جهة المفهوم للاختصار EOF أو نهاية الملف. ويتم وضع الاختصار EOF في نهاية الملف لإعلام المستخدم بالنقطة التي ينتهي عندها الملف.[بحاجة لمصدر]